# بث گدارد
بث گدارد (انگلیسی: Beth Goddard؛ زادهٔ ۳۱ مارس ۱۹۶۹) بازیگر اهل بریتانیا است.
از فیلم‌ها یا برنامه‌های تلویزیونی که وی در آن نقش داشته‌است، می‌توان به چیز زیبا، بده من بده من بده من، لبهٔ فردا، رخنه‌گر، پوآرو، ماجراهای سارا جین، آدمکشان میدسامر، شاهد خاموش، مردان ایکس: کلاس اول، تلفات، گربه خیابانی به نام باب، غریبه، خطاهای نرم‌افزاری و ملکه صحرا اشاره کرد.